# Cold Years
Cold Years ist eine schottische Rock-Band aus Aberdeen.

## Geschichte
Die Band wurde im Jahre 2014 gegründet. Sänger Ross Gordon saß mit seinen späteren Bandkollegen Finlay Urquhart (Gitarre), Louis Craighead (Bass) und Fraser Allen (Schlagzeug) in einer Kneipe. Im betrunkenen Zustand erzählte Ross Gordon Fraser Allen, dass Craighead und Urquhart bereits zugestimmt hätten, in der Band mitzumachen. In den Jahren 2016 und 2018 veröffentlichte die Band die EPs Death Chasers bzw. Northern Blue, bevor Cold Years vom Plattenlabel eOne unter Vertrag genommen wurden. Mit dem Produzenten Neil Kennedy nahm die Band in Southampton ihr Debütalbum Paradise auf, welches am 4. September 2020 erschien. Der Albumtitel wäre laut Ross Gordon eine sarkastische Abrechnung mit ihrer Heimatstadt Aberdeen, die laut Gordon „schrecklich und grau wäre und es immer kalt ist“. Bei den Heavy Music Awards 2020 wurden Cold Years in der Kategorie „Best UK Breakthrough Band“ nominiert. Der Preis ging jedoch an die Band Nova Twins. Nach der Veröffentlichung des Albums zogen die Musiker von Aberdeen nach Glasgow um. Am 22. April 2022 erschien das zweite Studioalbum Goodbye to Misery, das erneut von Neil Kennedy produziert wurde.

## Stil
Der Stil von Cold Years wird in der Regel als Alternative Rock oder Punk beschrieben. James MacKinnon vom britischen Magazin Kerrang! verglich das Debütalbum Paradise mit The Gaslight Anthem, Hot Water Music und The Xcerts. Bianca Härtzsch vom deutschen Magazin Metal Hammer empfahl Goodbye to Misery Fans von Rise Against und Green Day. Laut Frederik Tebbe vom deutschen Magazin Visions würde Goodbye to Misery an das Spätwerk von Green Day erinnern, während die Band in Sachen Instrumentierung „mit den Foo Fighters flirten“ und es „hier und da noch ein wenig Heartland Rock“ geben würde.

## Diskografie
Alben
- 2020: Paradise (eOne)
- 2022: Goodbye to Misery (MNRK)
- 2024: A Different Life (MNRK)

EPs
- 2016: Death Chasers (Fat Hippy Records)
- 2018: Northern Blue (Selbstverlag)

## Musikpreise
Heavy Music Awards
| Jahr | Kategorie                   | für        | Resultat  |
| ---- | --------------------------- | ---------- | --------- |
| 2020 | Best UK Breakthrough Artist | Cold Years | Nominiert |